# メダマウオ科
メダマウオ科（メダマウオか、学名：Bathymasteridae）は、スズキ目ゲンゲ亜目に所属する魚類の分類群の一つ。スミツキメダマウオなど、沿岸性の底生魚を中心に3属7種が記載される。

## 分布・生態
メダマウオ科の魚類はすべて海水魚で、北太平洋の沿岸域に分布する。海底からあまり離れることのない底生性魚類の一群であり、主に岩礁で生活する種類が多い。ごく浅い潮間帯から、水深150メートルに至る大陸棚にかけての領域が主な生息範囲となっている。
本科に記載される3属7種のうち、日本近海を含む太平洋北西部にはメダマウオ属の3種（スミツキメダマウオ・ソコメダマウオ・マダラメダマウオ）が分布する。メダマウオ属の残る1種（B. caeruleofasciatus）と、Rathbunella 属および Ronquilus 属の2属3種は、アラスカからカリフォルニア沿岸にかけての太平洋北東部に生息する。

## 形態

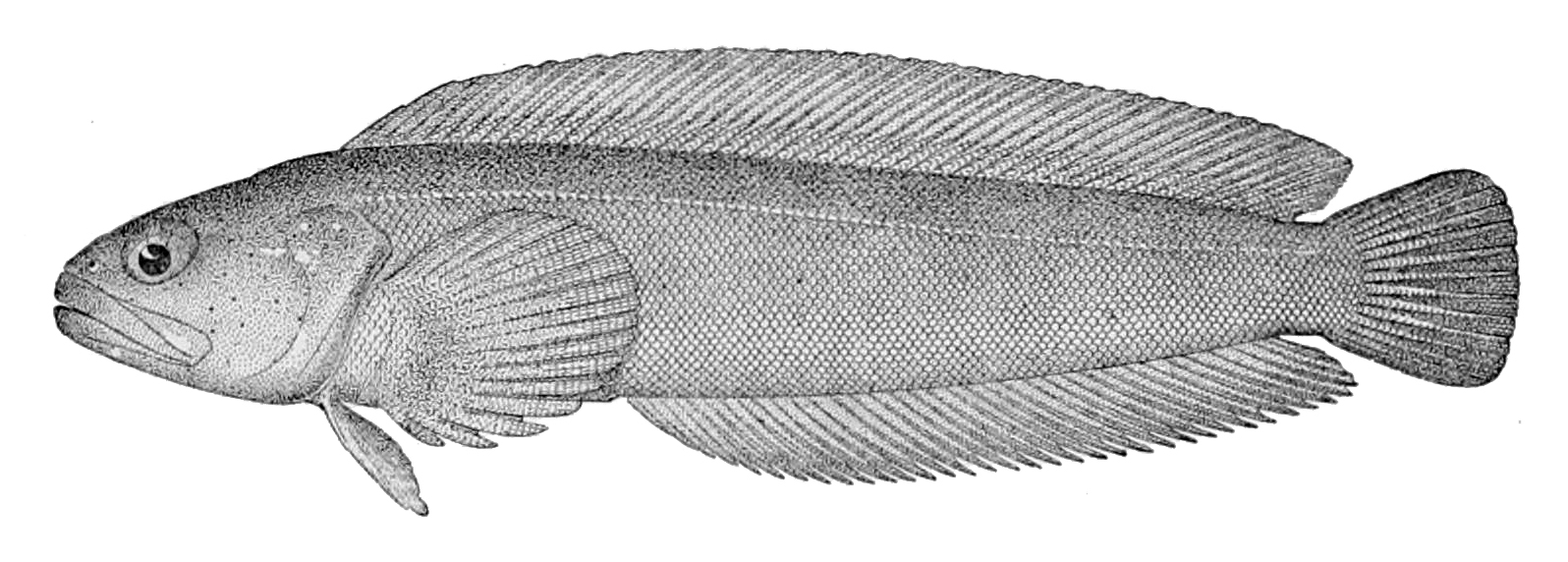
Bathymaster 属の1種（B. caeruleofasciatus）。丈が等しく基底の長い背鰭と臀鰭、大きな胸鰭は本科魚類に共通する特徴である

メダマウオ科の仲間はハゼに似た細長い体型をもち、最大で全長38センチメートルにまで成長する。体色は同じ種であっても、生活環境や性別によって多彩な変化が見られる。側線は体側の高い位置を走行し、背鰭後端付近に達する。鱗は櫛鱗で、ほとんど平滑なものから強い棘を備えるものまでさまざま。浮き袋を欠く。
背鰭と臀鰭の基底は長く、全長にわたり丈はほぼ均一である。背鰭は43 - 49本の分枝あるいは未分枝軟条、臀鰭は31 - 36本の軟条で構成され、それぞれ前端の1 - 6本および1 - 2本は弱い棘条様となっている。尾柄部は明瞭で、尾鰭後縁の形状は円形または截形。胸鰭は大きく扇型で、基部は体に対し垂直に位置する。腹鰭は喉の位置にあり、1棘5軟条。口蓋骨と鋤骨に歯を備え、鰓条骨は6本、椎骨は46 - 55個。

## 分類
メダマウオ科にはNelson（2016）の体系において3属7種が認められている。本科はゲンゲ亜目に所属する9科のうち、最も原始的な特徴を残すグループであると考えられている。
| ソコメダマウオ Bathymaster signatus （メダマウオ属）。やや深みに分布する種類で、北太平洋沿岸における水深35 - 380メートルの範囲に多い |  | Ronquilus 属の1種（R. jordani）。鮮やかで変異に富む色彩をもち、アクアリウムでの飼育対象となっている |
| ソコメダマウオ Bathymaster signatus （メダマウオ属）。やや深みに分布する種類で、北太平洋沿岸における水深35 - 380メートルの範囲に多い |  | Ronquilus 属の1種（R. jordani）。鮮やかで変異に富む色彩をもち、アクアリウムでの飼育対象となっている |

- メダマウオ属 Bathymaster
  - スミツキメダマウオ Bathymaster derjugini
  - ソコメダマウオ Bathymaster signatus
  - マダラメダマウオ Bathymaster leurolepis
  - Bathymaster caeruleofasciatus
- Rathbunella 属
  - Rathbunella alleni
  - Rathbunella hypoplecta
- Ronquilus 属
  - Ronquilus jordani